# Колинское сражение
Сражение при Колине (нем. Schlacht von Kolin) — сражение Семилетней войны, состоявшееся 18 июня 1757 года между 54-тысячной австрийской армией под командованием фельдмаршала Дауна и 35-тысячной прусской армией, возглавляемой королем Пруссии Фридрихом II и князем Морицем фон Дессау. Примечательно тем, что в нём было нанесено первое поражение Фридриху II, прославленному полководцу своего времени, в Семилетней войне.

## Перед сражением
Разбив 6 мая 1757 года австрийскую армию принца Карла Лотарингского под стенами Праги, Фридрих осаждает Прагу. Слова «блицкриг» тогда ещё не знали, но планы Фридриха являются ничем иным, как планами блицкрига: опьянённый успехами, достигнутыми в начале войны, он рассчитывает, взяв Прагу, идти на Вену и нанести поражение Австрии ещё до реального вступления в войну России и Франции.

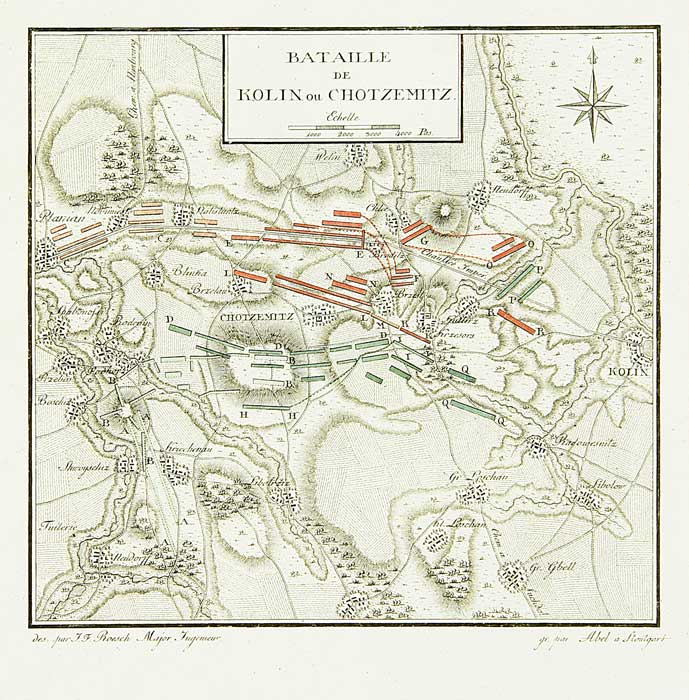
Схема битвы при Колине

В это время в Австрии лихорадочно собирают новую армию, которую должен возглавить фельдмаршал Даун, взамен разбитой. Время не ждёт: запасы продовольствия у защитников Праги должны в конце июня закончиться. Выступив в поход, Даун пытается искусными манёврами принудить Фридриха снять осаду Праги.
В свою очередь, Фридрих высылает ему навстречу для наблюдения 18-тысячный корпус герцога Бевернского. В конце концов, сознавая невозможность одновременно осаждать Прагу и обеспечивать безопасность магазинов и коммуникаций, имея в тылу значительное войско противника, Фридрих решает сам пойти против Дауна. Сняв часть сил с осады, он соединяется 14 июня с корпусом герцога Бевернского. Первоначальный замысел короля состоит в том, чтобы маневрированием оттеснить австрийские силы из Богемии. Однако, поскольку Даун занял хорошо укреплённую позицию неподалёку от Праги и не собирается покидать её, ему не остаётся иного выбора, как атаковать противника. Встреча происходит у Колина.

## Силы сторон
Даун имеет под началом 35 тысяч человек пехоты и 19 тысяч кавалерии, всего 54 тысячи человек со 154 тяжёлыми орудиями. У Фридриха — 21 тысяча пехотинцев и 14 тысяч кавалеристов, всего 35 тысяч человек при 90 орудиях.
Австрийцы занимают удачную позицию: оба фланга находятся на возвышенностях, левый фланг, к тому же, надёжно защищён цепочкой озёр от охвата. Центр, в промежутке между возвышенностями, глубоко эшелонирован и дополнительно прикрыт значительными силами кавалерии, поэтому для уступающего по силам Фридриха фронтальная атака невозможна.

## Ход сражения

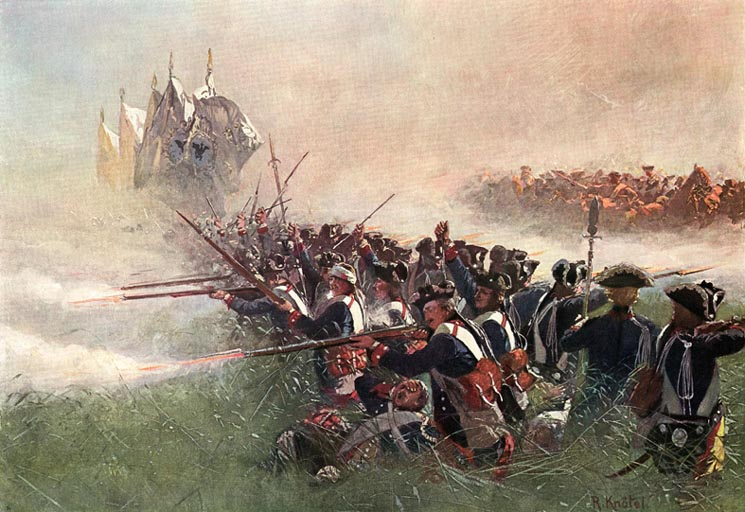
Первый батальон прусской лейб-гвардии в битве при Колине

Сражение началось примерно в полдень. Фридрих решил применить тактический приём, не раз обеспечивавший ему победу — так называемую «косую атаку»: основная тяжесть его атаки приходится против правого фланга противника, в то время, как в центре и на левом фланге осуществляются действия для отвлечения противника. Однако Даун разгадал этот план и дополнительно усилил свой правый фланг. Несмотря на это, прусской пехоте удаётся глубоко вклиниться в расположение правого крыла австрийской армии. Однако в центре пруссаки после некоторого продвижения были остановлены, а примерно в 16 часов австрийцы решительно атаковали на левом фланге. Прорвавшаяся на правом фланге прусская пехота оказывается окружена: австрийцы ударяют ей с фланга и в тыл. Осознав опасность, Фридрих пытается спасти положение атакой конницы в центре, но атака отбита. В свою очередь, примерно в 18 часов сигнал к массированной кавалерийской атаке дал Даун, и австрийская конница окончательно обратила пруссаков в бегство. Прикрывая отступление, всё ещё отличились прусские кирасиры под командованием полковника фон Зейдлица, который за это в тот же день затем был произведён в генерал-майоры, а также, в частности, 1-й батальон лейб-гвардии под командованием генерала фон Тауентциена, смелое сопротивление которого спасло королевскую армию от худшего.
Сражение продолжалось шесть часов. Заявленные потери прусской стороны составили 13 768 человек или 41,7 % всей армии, и 1 667 лошадей, а также 45 орудий и 22 знамени. 2 прусских генерала попали в австрийский плен. Австрийские потери не превышали 9000 человек (16,6 %) и 2 745 лошадей. Передав командование над остатками разбитой армии князю фон Дессау, Фридрих бежал к Праге.
Широко известен исторический анекдот о том, что Фридрих Великий в конце битвы, когда поражение стало очевидным, в гневе крикнул своим убегающим гренадерам: «Собаки, вы хотите жить вечно?!» («Hunde, wollt ihr ewig leben?!»).

## Итоги сражения

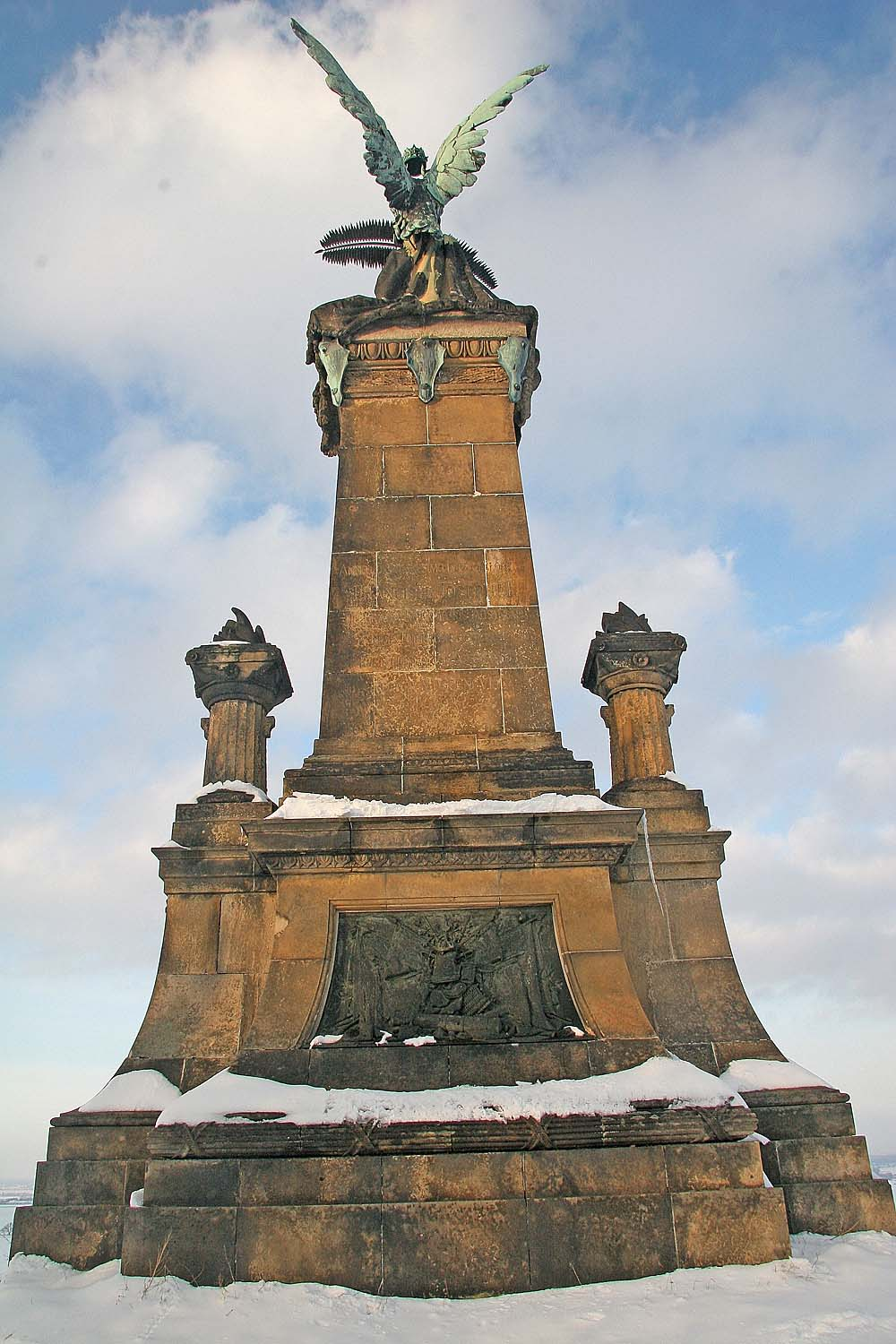
Памятник на месте битвы. Работа скульптора М. Чернила

Многие вожди, низшие и высшие, которые до сих пор мало обращали внимания на приближавшихся со всех сторон врагов, считая, что удачи следуют за победной колесницей Фридриха, были теперь весьма озадачены; они вспоминали Карла XII, которому постоянно сопутствовали счастье и победы, который, не считая своих врагов, девять лет подряд побеждал их своим мужеством, пока в один прекрасный день слепая богиня удачи не отвернулась от него, покинув навеки. Тут они делали грозное сопоставление и говорили: «Это наш Потава».
Битва при Колине стоила Фридриху всех его первоначальных успехов в Богемии. Планы блицкрига приходится оставить, осаду Праги снять. Разделив свои силы в Богемии на две армии, одна из которых прикрывает Саксонию, другая — путь в силезском направлении, Фридрих отступает в Саксонию. Вскоре из-за угрозы со стороны французов и Имперской армии в Тюрингии ему придётся увести свои главные силы и оттуда.
Тяжёлое поражение, понесённое им, наносит удар по мифу о непобедимости прусской армии и её полководца. Несомненно, значительная часть ответственности за это поражение лежит на самом Фридрихе: стремясь поскорее добиться осуществления своих политических целей, он слишком легко идёт на риск, решаясь на сражение с превосходящим по силам противником в неподходящем месте, и при этом явно недооценивает противника.